# Comuna Hercegovac, Bjelovar-Bilogora
Hercegovac este o comună în cantonul Bjelovar-Bilogora, Croația, având o populație de 2.383 de locuitori (2011).

## Demografie
Componența etnică a comunei Hercegovac
     Croați (89,22%)
     Cehi (8,22%)
     Necunoscut (0,25%)
     Neclasificat (2,22%)
Componența confesională a comunei Hercegovac
     Catolici (96,77%)
     Necunoscută (0,97%)
     Alte religii (2,27%)
Conform recensământului din 2011, comuna Hercegovac avea 2.383 de locuitori. Din punct de vedere etnic, majoritatea locuitorilor (89,22%) erau croați, cu o minoritate de cehi (8,22%). Apartenența etnică nu este cunoscută în cazul a 0,25% din locuitori. Din punct de vedere confesional, majoritatea locuitorilor (96,77%) erau catolici. Pentru 0,97% din locuitori nu este cunoscută apartenența confesională.